# Benjamín Zarandona
Benjamín Zarandona Esono (Valladolid, 2 maart 1976) - voetbalnaam Benjamín - is een Spaans-Equatoriaal-Guinees betaald voetbal die bij voorkeur op het middenveld speelt. Hoewel hij in verschillende Spaanse nationale jeugdselecties speelde, debuteerde hij in 2006 als international in het Equatoriaal-Guinees voetbalelftal.

## Clubvoetbal
Benjamín speelde in het verleden bij Real Valladolid (1994-1998), Real Betis Balompié (1998-2005, 2006-2007), Cádiz CF (2005-2006), CD Xerez (2007). In het seizoen 1997/1998 was de middenvelder met Real Valladolid actief in de UEFA Cup. In 2005 won Benjamín met Real Betis de Copa del Rey en werd tevens kwalificatie voor de UEFA Champions League behaald. Sinds 2008 staat hij onder contract bij CF Palencia.

## Nationaal elftal
Benjamín werd in 1998 met het Spaans elftal Onder-21 Europees kampioen. Sinds 2004 is hij international voor Equatoriaal-Guinea.